# Rita Winkelmann
Rita Winkelmann (* 26. Februar 1972 in Aachen) ist eine deutsche Schauspielerin.

## Leben und Wirken
Dem Fernsehpublikum wurde Rita Winkelmann durch ihre Auftritte als Rita Klüver in der Serie „Stromberg“ bekannt. Seitdem wirkt sie vor allem in komischen Film- und Fernsehformaten mit.

## Filmografie (Auswahl)
- 2004: Stromberg (Fernsehserie, Stumme Nebenrolle, 2004 bis 2009)
- 2005: Pastewka (Fernsehserie)
- 2006: Die Comedy-Falle (Fernsehserie)
- 2007: Ladyland (Fernsehserie)
- 2008: Wunderbar - Sketch on the Rocks (Fernsehserie)
- 2010: Tatort – Hauch des Todes
- 2010: Tatort – Wie einst Lilly (Fernsehreihe)
- 2011: Der Mann auf dem Baum
- 2013: Der Lehrer
- 2014: Stromberg – Der Film
- 2015: Schwesta Ewa - Kurwa (Musikvideo)
- 2015: Im Winter, so schön
- 2016: Toni Erdmann

## Auszeichnungen
- 2009: Doppel-Platin von Sony Music für die DVD-Ausgabe der dritten Stromberg-Staffel, die Frank Montenbruck stellvertretend für alle Capitol-Mitarbeiter-Darsteller in Empfang nahm.